# Now午間新聞
《Now午間新聞》（英語：Now Noon News）是香港Now新聞台製作的新聞節目，於Now新聞台、Now財經台（只限部分時段）、ViuTV播放（只同步12:00一節）。香港其他電視台同類節目有無綫電視的《午間新聞》、HOY TV的《午間新聞》（12:30時段）及鳳凰衛視香港台的《午間快綫》（13:00時段）。
午間新聞內容每小時更新一次。主播以及前線記者於午間時段詳盡報導即日頭條、突發新聞、政壇動態、國際時局，本地社會民生等新聞。
若Now新聞台需直播記者會或突發新聞，直至12:00仍在直播，《Now午間新聞》會順延播出；而ViuTV會在12:00插播《Now新聞報道》片頭後聯播Now新聞台節目；若12:30仍在直播，港股交易日Now財經台12:30仍會聯播Now新聞台節目。

## 歷史
- 2006年3月20日，now財經台於09:00啟播，同日10:00正式開台，當時《now午間新聞》只於星期一至五13:00至14:00播放。
- 2006年12月9日起：隨now財經台於周末增設全日新聞報道，《now午間新聞》增加周末12:00至14:00播放，12:00及12:30初期均為15分鐘。
- 2007年10月24日起：now新聞台啟播，當日起《now午間新聞》改由now新聞台製作，並提早至12時30分開始，而now財經台則於原有播放時間作出聯播。
- 不詳：星期一至五（公眾假期）於12:00及12:30《now新聞報道》更名為《now午間新聞》，與星期六及日看齊。
- 2011年3月7日起，now財經台逢港股交易日改為12:30至13:00聯播，以配合《午間股評》及《牛熊先機》提早播映。
- 2013年1月7日起，星期一至五港股交易日《now午間新聞》提早至12:00開始，以配合《時事全方位》提早至12:00結束。
- now香港台過往亦會在星期一至五13:30至14:00聯播《now午間新聞》，及後改為13:00至13:30，但2016年3月21日起取消聯播。
- 2016年4月6日起，ViuTV啟播，並會同步播出12:00的一節《now午間新聞》（節目表顯示以《午間新聞》名義播放）。
- 2016年4月11日起，由於now新聞台逢星期一13:30播映《經緯線》，逢星期一會取消13:30《now午間新聞》，惟若該星期《經緯線》暫停播映，該節新聞會如常播映。
- 2018年8月13日起，《now午間新聞》改以高清播出，採用新的主播桌和電視螢幕背景，惟節目停止在now.com提供足本重溫。
- 2020年3月24日至4月5日期間，因Now新聞部一名男剪接師3月23日晚上確診感染COVID-19，位於灣仔電訊大廈3樓的辦公室須關閉進行消毒清潔，now財經台部分錄影廠節目亦被迫暫停，包括《午間股評》（3月30日起恢復播映）及《交易時段》（13:00-14:00），now財經台原時段改為與now新聞台同步播映《Now午間新聞》。並且臨時改為只於12:00作直播，其餘時段重播。
- 2020年12月16日至2021年2月28日期間，逢星期六及日《Now午間新聞》縮短至12:00-13:00；而13:00-14:00改為播映《Now新聞報道》。
- 2021年6月26日起，逢星期六、日及公眾假期（2021年7月1日除外）《Now午間新聞》縮短至12:00-13:00，而13:00-14:00改為播映《Now新聞報道》。
- 2022年3月2日至4月8日期間，逢星期一至五《Now午間新聞》縮短至12:00-13:00，而13:00-14:00改為播映《Now新聞報道》。

## 播出時間
每節新聞約每10分鐘播放一次廣告。八號或以上熱帶氣旋警告信號生效時，第一節會改為播出《風暴消息》。

星期一至五公眾假期、星期六及日Now財經台會作出聯播；若港股休市（包括半日或全日），Now財經台相應財經節目時段改為聯播新聞。
- 12:00-12:15/12:20（之後會重播專題節目或足球賽事精華）（ViuTV聯播）（若該星期《經緯線》暫停播映，隨後星期二播映的《经纬人·物志》節目亦會暫停播映，以及如星期一或五不需播映足球賽事精華，當日該節新聞會相應延長播放時間）
- 12:30-12:45/12:50（之後會重播專題節目或足球賽事精華）（重播12:00一節；Now財經台聯播）（若該星期《經緯線》暫停播映，隨後星期二播映的《经纬人·物志》節目亦會暫停播映，以及如星期一或五不需播映足球賽事精華，當日該節新聞會相應延長播放時間）
- 13:00-13:30（星期一至五港股交易日；八號或以上熱帶氣旋警告信號生效時ViuTV聯播第一節）
- 13:30-14:00（星期二至五港股交易日；若該星期《經緯線》暫停播映，星期一會改為播出該節新聞；重播13:00一節；星期一公眾假期Now財經台單獨錄播）

## 場景
- now新聞台直播室（左方，使用中螢幕）：星期一至五（港股交易日）12:00及12:30。
- now新聞台直播室（左方螢幕，主播枱）：星期一至五（公眾假期）、六、日12:00及12:30。
- now新聞台直播室（左方，使用中螢幕）：星期一至五（港股交易日）13:00-14:00。
- 背景的大螢幕則為虛擬大廈、城市、齒輪，斜排顯示出Now News字樣，背景色為淺藍色。

## 節目調動
每年年尾播映大事回顧系列期間，若《經緯線》暫停播映，星期一13:30改為播出《Now午間新聞》；隨後星期二重播時段亦會暫停，12:00及12:30《Now午間新聞》會相應延長播放時間。 
此外，若Now新聞台與ViuTV聯播特備新聞節目（包括直播政府發表施政報告、財政預算案或立法會行政長官答問會）超時，《Now午間新聞》順延開始，而ViuTV相應順延播映《午間新聞》（如超時至12:30後則取消）；若Now新聞台前一節目直播超時，《Now午間新聞》順延開始，惟ViuTV仍於12:00聯播Now新聞台，並於聯播前插播《Now新聞報道》片頭，原時段仍以「午間新聞」名義播出。
除註明外，以下12:00一節新聞包括ViuTV相應聯播時段（即《午間新聞》）。
- 2017年1月18日：由於11:00-13:30直播《施政報告2017》，當日順延至13:30開始播映，而ViuTV《午間新聞》暫停播映。
- 2017年2月22日：由於10:55-13:00直播《財政預算案》，當日順延至13:00開始播映，而ViuTV《午間新聞》暫停播映。
- 2017年3月26日：由於10:55-13:30直播《2017行政長官選舉》，當日順延至13:30開始播映，而ViuTV《午間新聞》暫停播映。
- 2018年1月11日：由於10:30-12:10直播《行政長官答問會》，當日12:00一節順延至12:10開始播映。
- 2018年2月28日：由於11:00-13:00直播《財政預算案》，當日順延至13:00開始播映，而ViuTV《午間新聞》暫停播映。
- 2019年10月16日：由於11:00直播的《施政報告2019》因立法會臨時宣佈休會，政府改為在12:15-13:15透過電視轉播公佈施政報告，當日首節（包括ViuTV《午間新聞》）改為12:00-12:15播出，而「都會藍圖」暫停播映；而13:00一節順延至13:15開始播映。
- 2020年1月16日：由於10:30直播的《行政長官答問會》超時至12:05結束，當日12:00一節順延至12:05開始播映。
- 2020年2月26日：由於11:00-12:30直播《財政預算案》，當日順延至12:30開始播映，而ViuTV《午間新聞》暫停播映。
- 2020年4月21日：由於Now新聞台《時事全方位》當日因11:45直播食物及衛生局局長陳肇始記者會而延至12:20結束，當日ViuTV《午間新聞》改為12:00-12:20中途聯播《時事全方位》直播有關記者會，並於聯播前插播《Now新聞報道》片頭。
- 2020年4月22日：由於直播行政長官林鄭月娥公佈主要官員任免記者會，當日12:00一節延長至13:00結束，其中12:04-12:48直播有關記者會，其餘時間報道相關消息及其他新聞。
- 2020年8月28日：由於Now新聞台11:30播出的《Now新聞報道》因直播普及社區檢測計劃記者會而延至12:16結束，而首節《Now午間新聞》延至約12:19開始，當日ViuTV《午間新聞》第一部份改為中途聯播《Now新聞報道》直播有關記者會，並於聯播前插播《Now新聞報道》片頭，第二部份才聯播《Now午間新聞》。
- 2020年11月25日：由於11:00-13:20直播《施政報告2020》，順延至13:20開始播映，而ViuTV《午間新聞》及「都會藍圖」暫停播映。
- 2020年11月26日：由於10:30直播的《行政長官答問會》超時至12:05結束，當日12:00一節順延至12:05開始播映。
- 2020年12月10日：由於直播香港大學醫學院微生物學系講座教授袁國勇及衞生防護中心總監黃加慶視察九龍灣麗晶花園第6座後見記者，當日12:00一節延至12:30結束，而首節新聞後的「示位Show」暫停播映。
- 2020年12月30日：由於直播警方見記者，交代深圳移交12港人被扣鹽田事件中兩名未成年人士回港，當日12:00一節延至12:30結束，而首節新聞後的「都會藍圖」暫停播映。
- 2021年2月4日：由於Now新聞台10:30直播《行政長官答問會》超時，隨後約12:07直接播出《Now午間新聞》，當日ViuTV《午間新聞》播映前插播《Now新聞報道》片頭並中途聯播《行政長官答問會》，直播完畢後聯播《Now午間新聞》。
- 2021年2月24日：由於11:00-12:55直播《財政預算案》，當日順延至13:00開始播映，而ViuTV《午間新聞》及「都會藍圖」暫停播映。
- 2021年3月8日：由於直播行政長官記者會，當日12:00一節延長至13:00結束，其中12:00至約12:50直播有關記者會，其餘時間報道相關消息及其他新聞。
- 2021年3月24日：由於約12:13-12:17直播食物及衛生局局長陳肇始見記者，簡單交代暫停接種BioNTech疫苗事宜，當日12:00一節延至12:30結束，而首節新聞後的「示位Show」暫停播映。
- 2021年10月6日：由於11:00-13:20直播《施政報告2021》，順延至13:20開始播映，而ViuTV《午間新聞》及「都會藍圖」暫停播映。
- 2022年1月12日：由於11:00-13:00直播《行政長官答問會》，順延至13:00開始播映，而ViuTV《午間新聞》及「都會藍圖」暫停播映。
- 2022年2月23日：由於11:00直播的《財政預算案》因立法會線路問題而遭中斷，當日首節（包括ViuTV《午間新聞》）於原定時間開始播出，隨後於約12:08緊接繼續直播《財政預算案》至約13:30，片尾亦顯示為《財政預算案》，而「都會藍圖」暫停播映；此外，由於Now新聞台13:30-14:30直播《全方位睇預算案》，當日13:30一節暫停播映。
- 2022年3月11日：由於Now新聞台10:00《Now新聞報道》因10:15直播李克強總理記者會而延至12:30結束，而《時事全方位》亦延至12:30-14:00播出以便評論記者會內容，當日《Now午間新聞》暫停播映，ViuTV《午間新聞》改為12:00-12:30中途聯播該節新聞繼續直播有關記者會，並於聯播前插播《Now新聞報道》片頭。
- 2022年10月19日：由於11:00-13:45直播《施政報告2022》，當日順延至13:45開始播映，而ViuTV《午間新聞》及「都會藍圖」暫停播映。
- 2022年10月22日：由於Now新聞台10:00《Now新聞報道》因11:30直播中共二十大閉幕而延至12:30結束，當日《Now午間新聞》暫停播映，ViuTV《午間新聞》改為12:00-12:30中途聯播該節新聞繼續直播有關閉幕會，並於聯播前插播《Now午間新聞》片頭。
- 2022年10月23日：由於Now新聞台12:00《Now午間新聞》因12:05直播二十屆中共中央政治局常委會見中外記者而延至12:30，而記者會後介紹政治局委員當日《Now午間新聞》ViuTV聯播至12:36結束。
- 2022年11月21日至12月19日：由於每日12:20-12:30播出《FIFA世界盃戰報》，期間《午間新聞》改為12:00-12:20播出，而星期二《經緯線》／《經緯人·物誌》、星期三《都會藍圖》、星期四《示位Show》、星期六及星期日《經緯線》本週提要均暫停播映。
- 2023年2月22日：由於11:00-13:15直播《財政預算案》，當日順延至13:15開始播映，而ViuTV《午間新聞》暫停播映。
- 2023年10月25日：由於11:00-14:25直播《施政報告2023》，當日暫停播映（包括ViuTV《午間新聞》）。
- 2024年1月25日：由於Now新聞台及ViuTV於10:30聯合直播的《行政長官互動交流答問會》超時，隨後約12:05直接聯播《Now午間新聞》。

### ViuTV
常規調動
- 每逢一月一日（若當日為星期日則改為一月一日翌日），因重播《叱咤樂壇流行榜頒獎典禮》，ViuTV會提前或取消播映《午間新聞》。不過2020年除外，因當年播映2019年度頒獎典禮並非以實體頒獎禮形式舉行並改為復活節假期下午重播。
- 2019年1月6日至3月3日：由於星期日12:00-12:30播出《幪面超人BUILD》，2019年1月6日至20日期間星期日《午間新聞》暫停播映，而2019年1月27日至3月3日期間星期日《午間新聞》改為12:30-13:00播出（2019年2月17日改為11:30-12:00播出《新聞報道》及《理財有方》）。
- 2018年Now Sports重新取得NBA版權起，ViuTV因直播NBA賽事暫停或延遲播映《午間新聞》。

特別調動
- 2017年1月28日及29日：由於28日11:00-15:25及29日09:40-15:00分別重播《2016 MAMA 亞洲音樂大獎》及《2016年度叱咤樂壇流行榜頒獎典禮》，當日暫停播映。
- 2017年10月27日：由於10:00-12:30直播《港島及九龍地域中學校際游泳比賽》，當日改為12:30-13:00播映。
- 2018年2月16日：由於12:00-15:45重播《2017年度叱咤樂壇流行榜頒獎典禮》，當日《午間新聞》改為11:30-12:00播出一節《Now新聞報道》。
- 2018年2月19日：由於12:00-16:00重播《2017 MAMA亞洲音樂大獎 - 香港站》，當日《午間新聞》改為11:30-12:00播出一節《Now新聞報道》。
- 2018年9月25日：由於09:00-12:30重播《香港亞洲流行音樂節2018》，當日改為12:30-12:50播出。
- 2018年11月3日：由於10:30-13:00直播《NBA常規賽 - 明尼蘇達木狼 對 金州勇士》，當日暫停播映。
- 2018年11月24日：由於11:30-14:00直播《NBA常規賽 - 猶他爵士 對 洛杉磯湖人》，當日暫停播映。
- 2018年12月1日：由於11:30-14:00直播《NBA常規賽 - 丹佛金塊 對 波特蘭拓荒者》，當日暫停播映。
- 2018年12月8日：由於10:30-13:00直播《NBA常規賽 - 金州勇士 對 密爾沃基公鹿》，當日改為13:00-13:30以《新聞報道》名義播出一節《Now午間新聞》。
- 2018年12月15日：由於11:00-13:30直播《NBA常規賽 - 奧克拉荷馬雷霆 對 丹佛金塊》，當日暫停播映。
- 2018年12月26日：由於09:00-11:30直播《NBA常規賽 - 洛杉磯湖人 對 金州勇士》超時，當日改為12:05-12:30錄播11:00一節《Now新聞報道》。
- 2018年12月29日：由於11:30-14:00直播《NBA常規賽 - 洛杉磯快艇 對 洛杉磯湖人》，當日暫停播映。
- 2019年2月2日：由於11:00-13:30直播《NBA常規賽 - 侯斯頓火箭 對 丹佛金塊》，當日暫停播映。
- 2019年2月5日：由於11:00-15:45重播《2018年度叱咤樂壇流行榜頒獎典禮》，當日暫停播映，而「經緯人·物誌」亦暫停播映。
- 2019年2月23日：由於10:30-13:00直播《NBA常規賽 - 猶他爵士 對 奧克拉荷馬雷霆》，當日改為13:00-13:30播出。
- 2019年2月27日：由於11:00-13:00直播《財政預算案》，當日暫停播映，而「都會藍圖」亦暫停播映。
- 2019年3月2日：由於11:30-14:00直播《NBA常規賽 - 密爾沃基公鹿 對 洛杉磯湖人》，當日暫停播映。
- 2019年3月9日：由於11:30-14:00直播《NBA常規賽 - 丹佛金塊 對 金州勇士》，當日暫停播映。
- 2019年3月30日：由於10:30-13:00直播《NBA常規賽 - 夏洛特黃蜂 對 洛杉磯湖人》，當日改為13:00-13:30播出。
- 2019年4月14日：由於17:00-19:00直播《第38屆香港電影金像獎頒獎典禮紅地氈盛況》，《未來教室》提早至12:00-12:30播出，當日暫停播映。
- 2019年4月28日：由於10:00-12:25直播《NBA季後賽 - 聖安東尼奧馬刺 對 丹佛金塊》，當日暫停播映。
- 2019年6月14日：由於09:00直播的《NBA總決賽 - 多倫多速龍 對 金州勇士》超時至12:10結束，當日改為12:30-13:00播出。
- 2019年10月26日：由於10:30-13:10直播《NBA常規賽 - 猶他爵士 對 洛杉磯湖人》，當日暫停播映。
- 2019年11月3日：由於10:00-12:30直播《NBA常規賽 - 費城七六人 對 波特蘭拓荒者》，當日暫停播映。
- 2019年11月9日：由於11:30-14:00直播《NBA常規賽 - 邁阿密熱火 對 洛杉磯湖人》，當日暫停播映。
- 2019年11月23日：由於11:30-14:00直播《NBA常規賽 - 侯斯頓火箭 對 洛杉磯快艇》，當日暫停播映。
- 2019年11月30日：由於10:00-12:30直播《NBA常規賽 - 達拉斯獨行俠 對 鳳凰城太陽》，當日暫停播映。
- 2020年1月11日：由於10:45-13:15直播《NBA常規賽 - 洛杉磯湖人 對 達拉斯獨行俠》，當日暫停播映。
- 2020年1月19日：由於09:30直播的《NBA常規賽 - 洛杉磯湖人 對 侯斯頓火箭》超時至12:05結束，當日暫停播映。
- 2020年1月25日：由於09:00直播的《NBA常規賽 - 洛杉磯快艇 對 邁阿密熱火》超時至11:45結束，《班班和莉莉的小王國》順延播出，當日暫停播映。
- 2020年1月26日：由於11:30-16:00播出《2019 MAMA亞洲音樂大獎 - 日本站》，當日暫停播映。
- 2020年2月2日：由於09:30直播的《NBA常規賽 - 費城七六人 對 波士頓塞爾特人》超時至12:05結束，當日改為12:05-12:30錄播11:00一節《Now新聞報道》。
- 2020年2月29日：由於11:30-14:00直播《NBA常規賽 - 丹佛金塊 對 洛杉磯快艇》，當日暫停播映。
- 2020年3月7日：由於11:30-14:20直播《NBA常規賽 - 密爾沃基公鹿 對 洛杉磯湖人》，當日暫停播映。
- 2020年7月31日：由於09:00直播的《NBA常規賽 - 洛杉磯快艇 對 洛杉磯湖人》超時至12:10結束，當日延至12:30-13:00播出。
- 2020年8月1日：由於09:00直播的《NBA常規賽 - 侯斯頓火箭 對 達拉斯獨行俠》超時至12:15結束，當日延至12:45-13:15播出，但沒有與Now新聞台聯播。
- 2020年9月6日：由於09:00直播的《NBA季後賽 - 丹佛金塊 對 洛杉磯快艇》超時至11:45結束，當日改為12:15-12:35錄播11:00一節《Now新聞報道》。
- 2020年9月12日：由於09:00直播的《NBA季後賽 - 波士頓塞爾特人 對 多倫多速龍》超時至11:50結束，當日延至12:30-13:00播出。
- 2020年9月13日：由於08:00直播的《NBA季後賽 - 侯斯頓火箭 對 洛杉磯湖人》超時至10:45結束，當日改為12:15-12:35錄播11:00一節《Now新聞報道》。
- 2020年10月3日及10日：由於09:00直播的《NBA總決賽 - 邁阿密熱火 對 洛杉磯湖人》第二場及第五場分別超時至11:45結束，當日改為12:15-12:35錄播11:00一節《Now新聞報道》。
- 2020年12月26日：由於11:30-14:15直播《NBA常規賽 - 洛杉磯快艇 對 丹佛金塊》，當日暫停播映。
- 2021年1月2日：由於11:30-14:30直播《NBA常規賽 - 波特蘭拓荒者 對 金州勇士》，當日暫停播映。
- 2021年1月9日：由於11:00-13:30直播《NBA常規賽 - 洛杉磯快艇 對 金州勇士》，當日暫停播映。
- 2021年1月16日：由於11:00-13:45直播《NBA常規賽 - 新奧爾良塘鵝 對 洛杉磯湖人》，當日暫停播映。
- 2021年2月12日：由於11:00-15:30重播《2020年度叱咤樂壇流行榜頒獎典禮》，當日暫停播映。
- 2021年2月13日：由於11:00-13:45直播《NBA常規賽 - 孟菲斯灰熊 對 洛杉磯湖人》，當日暫停播映。
- 2021年2月20日：由於11:00-13:30直播《NBA常規賽 - 猶他爵士 對 洛杉磯快艇》，當日暫停播映。
- 2021年2月27日：由於11:00-13:30直播《NBA常規賽 - 波特蘭拓荒者 對 洛杉磯湖人》，當日暫停播映。
- 2021年3月13日：由於11:30-14:00直播《NBA常規賽 - 印第安納溜馬 對 洛杉磯湖人》，當日暫停播映。
- 2021年3月20日：由於10:00-12:30直播《NBA常規賽 - 達拉斯獨行俠 對 波特蘭拓荒者》，當日暫停播映。
- 2021年4月24日：由於10:00-12:30直播《NBA常規賽 - 丹佛金塊 對 金州勇士》，當日延至12:30-13:00播出。
- 2021年5月8日：由於10:00-12:30直播《NBA常規賽 - 丹佛金塊 對 猶他爵士》，當日暫停播映。
- 2021年5月15日：由於09:30直播的《NBA常規賽 - 新奧爾良塘鵝 對 金州勇士》超時至12:15結束，當日暫停播映。
- 2021年5月22日：由於09:00直播的《NBA 種子排位賽 - 金州勇士 對 孟菲斯灰熊》超時至12:00結束，《超人Z》順延至12:00-12:30播出，當日暫停播映。
- 2021年6月5日：由於09:00直播的《NBA季後賽 - 金州勇士 對 孟菲斯灰熊》超時至11:45結束，《超人Z》順延至11:45-12:15播出，當日暫停播映，並臨時安排於12:15-12:30播出《Girls' Talk - 愛情開箱》。
- 2021年6月12日：由於10:00-12:30直播《NBA季後賽 - 鳳凰城太陽 對 丹佛金塊》，當日暫停播映。
- 2021年7月18日：由於09:00直播的《NBA總決賽 - 密爾沃基公鹿 對 鳳凰城太陽》超時至11:45結束，《幪面超人Zero-One》順延至11:45-12:15播出，當日暫停播映，並臨時安排於12:15-12:30播出《Girls' Talk - 愛情開箱》。
- 2021年7月21日：由於09:00直播的《NBA總決賽 - 鳳凰城太陽 對 密爾沃基公鹿》超時至12:15結束，當日暫停播映，並臨時安排於12:15-12:30播出《Girls' Talk - 愛情開箱》。
- 2021年10月23日：由於10:00-12:30直播《NBA常規賽 - 鳳凰城太陽 對 洛杉磯湖人》，當日暫停播映。
- 2021年10月30日：由於10:00-12:30直播《NBA常規賽 - 達拉斯獨行俠 對 丹佛金塊》，當日暫停播映。
- 2021年11月6日：由於10:00-12:30直播《NBA常規賽 - 新奧爾良塘鵝 對 金州勇士》，當日暫停播映。
- 2021年11月13日：由於11:00-13:30直播《NBA常規賽 - 芝加哥公牛 對 金州勇士》，當日暫停播映。
- 2021年11月27日：由於11:00-13:30直播《NBA常規賽 - 波特蘭拓荒者 對 金州勇士》，當日暫停播映。
- 2021年12月4日：由於11:00-13:30直播《NBA常規賽 - 洛杉磯快艇 對 洛杉磯湖人》，當日暫停播映。
- 2021年12月11日：由於11:00-13:30直播《NBA常規賽 - 波士頓塞爾特人 對 鳳凰城太陽》，當日暫停播映。
- 2021年12月18日：由於11:00-13:30直播《NBA常規賽 - 洛杉磯湖人 對 明尼蘇達木狼》，當日暫停播映。
- 2021年12月26日：由於09:00直播的《NBA常規賽 - 布魯克林籃網 對 洛杉磯湖人》超時至11:45結束，《幪面超人聖刃》順延至11:45-12:15播出，當日改為12:15-12:45錄播11:00一節《Now新聞報道》。
- 2022年1月2日：由於10:00-12:30直播《NBA常規賽 - 金州勇士 對 猶他爵士》，當日暫停播映。
- 2022年1月8日：由於11:00-13:30直播《NBA常規賽 - 亞特蘭大鷹隊 對 洛杉磯湖人》，當日暫停播映。
- 2022年1月15日：由於11:00-13:30直播《NBA常規賽 - 達拉斯獨行俠 對 孟菲斯灰熊》，當日暫停播映。
- 2022年2月1日：由於11:00-15:30重播《2021年度叱咤樂壇流行榜頒獎典禮》，當日暫停播映。
- 2022年2月5日：由於11:00-13:30直播《NBA常規賽 - 費城七六人 對 達拉斯獨行俠》，當日暫停播映。
- 2022年2月26日：由於11:00-13:30直播《NBA常規賽 - 洛杉磯快艇 對 洛杉磯湖人》，當日暫停播映。
- 2022年3月19日：由於10:00-12:30直播《NBA常規賽 - 芝加哥公牛 對 鳳凰城太陽》，當日暫停播映。
- 2022年3月26日：由於10:30-13:00直播《NBA常規賽 - 費城七六人 對 洛杉磯快艇》，當日暫停播映。
- 2022年4月9日：由於09:30直播的《NBA常規賽 - 鳳凰城太陽 對 猶他爵士》超時至12:05結束，當日暫停播映，並臨時安排於12:15-12:30播出《Girls' Talk - 愛情開箱》。
- 2022年4月16日：由於10:00-13:00直播《NBA 種子排位賽 - 新奧爾良塘鵝 對 洛杉磯快艇》，當日暫停播映。
- 2022年4月30日：由於09:00直播的《NBA季後賽 - 孟菲斯灰熊 對 明尼蘇達木狼》超時至12:00結束，《Bandai 呈獻:超人托利加》順延至12:00-12:30播出，當日暫停播映。
- 2022年5月7日：由於09:30直播的《NBA季後賽 - 鳳凰城太陽 對 達拉斯獨行俠》超時至12:05結束，當日暫停播映，並臨時安排於12:15-12:30播出《Girls' Talk - 豁出去漫遊》。
- 2022年5月8日：因應直播於灣仔會展進行的2022行政長官選舉點票工作及宣佈結果關係，當日《午間新聞》延長至13:00結束。
- 2022年5月21日：由於09:00直播的《NBA季後賽 - 達拉斯獨行俠 對 金州勇士》超時至11:45結束，《Bandai 呈獻：超人托利加》順延至11:45-12:15播出，當日暫停播映，並臨時安排於12:15-12:30播出《Girls' Talk - 豁出去漫遊》。
- 2022年6月11日：由於09:00直播的《NBA總決賽 - 金州勇士 對 波士頓塞爾特人》超時至11:45結束，《Bandai 呈獻：超人托利加》順延至11:45-12:15播出，當日暫停播映，並臨時安排於12:15-12:30播出《Girls' Talk - 郁啦! Girls》。
- 2022年7月1日：由於10:00直播的《慶祝香港回歸二十五周年大會暨第六屆政府就職典禮》超時至11:25結束，《智富通》順延至11:25-12:30播出，當日《午間新聞》順延至12:30開始播出。另外，因直播中共中央總書記習近平完成訪港行程乘搭高鐵離港，當日《午間新聞》延長至13:02結束。
- 2022年7月6日：由於09:30直播的《行政長官答問會》超時至11:10結束，《智富通》順延至11:10-12:10播出，當日暫停播映，並臨時安排於12:10-12:30播出《Girls' Talk - Cooking Girls》。
- 2022年10月29日：由於10:00-12:30直播《NBA常規賽 - 新奧爾良塘鵝 對 鳳凰城太陽》，當日暫停播映。
- 2022年11月12日：由於10:30-13:05直播《NBA常規賽 - 明尼蘇達木狼 對 孟菲斯灰熊》，當日暫停播映。
- 2022年11月26日：由於11:30-14:00直播《NBA常規賽 - 丹佛金塊 對 洛杉磯快艇》，當日暫停播映。
- 2022年12月3日：由於11:00-13:30直播《NBA常規賽 - 芝加哥公牛 對 金州勇士》，當日暫停播映。
- 2022年12月6日：因應報道江澤民追悼會的關係，ViuTV臨時安排於11:00-12:00及12:30-15:00插播《新聞報道》，當中12:30-14:00為聯播《Now午間新聞》，原定的節目則暫停播映。
- 2022年12月17日：由於11:00-13:30直播《NBA常規賽 - 丹佛金塊 對 洛杉磯湖人》，當日暫停播映。
- 2022年12月24日：由於11:00-13:50直播《NBA常規賽 - 孟菲斯灰熊 對 鳳凰城太陽》，當日暫停播映。
- 2022年12月31日：由於11:00-13:30直播《NBA常規賽 - 波特蘭拓荒者 對 金州勇士》，當日暫停播映。
- 2023年1月14日：由於11:00-13:30直播《NBA常規賽 - 丹佛金塊 對 洛杉磯快艇》，當日暫停播映。
- 2023年1月19日：由於10:30直播的《行政長官答問會》超時至12:05結束，當日《午間新聞》順延至12:05-12:30播出。
- 2023年1月21日：由於11:00-13:30直播《NBA常規賽 - 孟菲斯灰熊 對 洛杉磯湖人》，當日暫停播映。
- 2023年1月23日：由於11:30-15:45重播《2022年度叱咤樂壇流行榜頒獎典禮》，當日暫停播映。
- 2023年1月28日：由於11:00-13:30直播《NBA常規賽 - 多倫多速龍 對 金州勇士》，當日暫停播映。
- 2023年2月11日：由於11:00-13:30直播《NBA常規賽 - 克里夫蘭騎士 對 新奧爾良塘鵝》，當日暫停播映。
- 2023年2月25日：由於11:00-13:30直播《NBA常規賽 - 奧克拉荷馬雷霆 對 鳳凰城太陽》，當日暫停播映。
- 2023年3月4日：由於11:00-13:30直播《NBA常規賽 - 孟菲斯灰熊 對 丹佛金塊》，當日暫停播映。
- 2023年3月11日：由於09:00直播的《NBA常規賽 - 克里夫蘭騎士 對 邁阿密熱火》超時至11:35結束，《Bandai 呈獻:超人托利加》順延至11:35-12:10播出，當日暫停播映，並臨時安排於12:10-12:30播出《Girls' Talk - 郁啦! Girls》。
- 2023年3月18日：由於10:30直播的《NBA常規賽 - 達拉斯獨行俠 對 洛杉磯湖人》超時至13:05結束，當日改為13:05-13:30錄播12:00一節《Now午間新聞》。
- 2023年3月25日：由於10:00-12:30直播《NBA常規賽 - 費城七六人 對 金州勇士》，當日暫停播映。
- 2023年4月1日：由於10:30-13:00直播《NBA常規賽 - 丹佛金塊 對 鳳凰城太陽》，當日暫停播映。
- 2023年4月8日：由於10:30-12:45直播《NBA常規賽 - 鳳凰城太陽 對 洛杉磯湖人》，當日暫停播映。
- 2023年4月15日：由於09:30直播的《NBA 種子排位賽 - 奧克拉荷馬雷霆 對 明尼蘇達木狼》超時至12:15結束，《機甲猛鬥》順延至12:15-12:45播出，當日暫停播映。
- 2023年5月6日：由於10:00-13:00直播《NBA季後賽 - 丹佛金塊 對 鳳凰城太陽》，當日暫停播映。
- 2023年5月13日：由於10:00-12:30直播《NBA季後賽 - 金州勇士 對 洛杉磯湖人》，當日暫停播映。
- 2023年5月28日：由於08:30直播的《NBA季後賽 - 波士頓塞爾特人 對 邁阿密熱火》超時至11:20結束，《Bandai 呈獻：幪面超人REVICE》及《創文館》均順延播出，當日暫停播映，並臨時安排於12:20-12:30播出《今餐有料到》。
- 2023年6月13日：由於08:30直播的《NBA總決賽 - 邁阿密熱火 對 丹佛金塊》超時至11:20結束，《智富通》順延至11:20-12:30播出，當日暫停播映。
- 2023年10月28日：由於10:00-12:30直播《NBA常規賽 - 金州勇士 對 薩克拉門托帝王》，當日暫停播映。
- 2023年11月18日：由於11:00-13:30直播《NBA常規賽 - 鳳凰城太陽 對 猶他爵士》，當日暫停播映。
- 2023年11月25日：由於11:00-13:30直播《NBA常規賽 - 聖安東尼奧馬刺 對 金州勇士》，當日暫停播映。
- 2023年12月2日：由於11:00-13:30直播《NBA常規賽 - 丹佛金塊 對 鳳凰城太陽》，當日暫停播映。
- 2023年12月9日：由於09:00直播的《NBA常規賽 - 金州勇士 對 奧克拉荷馬雷霆》超時至11:50結束，《Bandai  呈獻：超人布雷撒》順延至11:50-12:20播出，當日暫停播映，並臨時安排於12:20-12:30播出《今餐有料到》。
- 2023年12月25日：由於11:30-14:45重播《第41屆香港電影金像奬頒奬典禮》，當日暫停播映。
- 2023年12月26日：由於11:00-15:00重播《Chill Club 推介榜年度推介22/23》，當日暫停播映。
- 2023年12月30日：由於11:30-14:00直播《NBA常規賽 - 孟菲斯灰熊 對 洛杉磯快艇》，當日暫停播映。
- 2024年1月6日：由於11:00-13:30直播《NBA常規賽 - 孟菲斯灰熊 對 洛杉磯湖人》，當日暫停播映。

## 相關節目
- Now早晨
- Now新聞報道
- Now深宵新聞